# Carpophthoromyia tessmanni
Carpophthoromyia tessmanni es una especie de insecto del género Carpophthoromyia de la familia Tephritidae del orden Diptera.

## Historia
Günther Enderlein la describió científicamente por primera vez en el año 1920.